# Церковь Святого Иоанна (Шаффхаузен)
Городска́я це́рковь Свято́го Иоа́нна (нем. Stadtkirche St. Johann) — евангелическая церковь в Шаффхаузене, одно из двух самых крупных сакральных строений города. Является частью швейцарского участка пути Святого Иакова.

## История

Церковь Святого Иоанна (1832)

В истории строительства церкви Святого Иоанна условно выделяют 6 этапов:
1. Самое старое строение на месте современной церкви, имевшее тогда размеры 17 на 6 метров, относится к рубежу X—XI веков. Его пол, покрытый простым строительным раствором, лежал в сравнении с сегодняшним уровнем на глубине трёх с лишним метров, а у стен находились узкие каменные скамьи.
2. Рост городского населения, обусловленный основанием монастыря и получением права на чеканку монет, во второй половине XI века привёл к сносу первой церкви и строительству взамен её более вместительной, чья длина достигла уже 33 метров. Примерно в 1100 году здание церкви было несколько расширено к западу, а с юго-востока к хору была пристроена двухэтажная капелла, служившая для отпевания и погребения умерших.
3. XII век: с южной стороны добавлен боковой неф, полы получили плиточное покрытие из песчаника, апсида перестроена в продолжение хора, сооружены башня и ризница.
4. Повреждения вследствие пожара, а также то обстоятельство, что из-за непрекращавшихся захоронений вокруг церкви её пол оказался на 2 метра ниже уровня окружавшего её кладбища, в конце XIV века обусловили необходимость строительства нового здания, воздвигнутого как трёхнефная готическая базилика, смещённая на несколько метров на север. Строительство было закончено около 1420 года с возведением новой башни, оборудованной колоколами и площадкой для городской стражи.
5. Поскольку естественного освещения в церкви явно не хватало, в свою очередь и она была снесена, а в 1466—1472 годах воздвигнута новая, центральный неф которой получил собственные окна, длина была увеличена еще на 8 метров, а башня получила остроконечную крышу.
6. С сооружением в 1515—1517 годах двух крайних боковых нефов церковь Святого Иоанна приобрела снаружи её нынешний вид.

В 1261 году церковь в Шаффхаузене была освящена в честь Иоанна Крестителя и Иоанна Богослова, а в 1529 году, когда в Шаффхаузене вслед за Цюрихом, Берном и Базелем была проведена Реформация, церковь Святого Иоанна перешла в собственность государства и стала отныне приходской. С 1831 года права собственности принадлежат городской общине.

## Использование
В 1990 году после завершения реставрационных работ, длившихся 7 лет подряд и обошедшихся в 12 млн франков, состоялось освящение церкви Святого Иоанна, и теперь в ней — благодаря её акустике и вместимости — помимо воскресных и праздничных богослужений регулярно проводятся концерты органной и оркестровой музыки, фестивали, посвящённые творчеству Баха.

## Архитектурные особенности

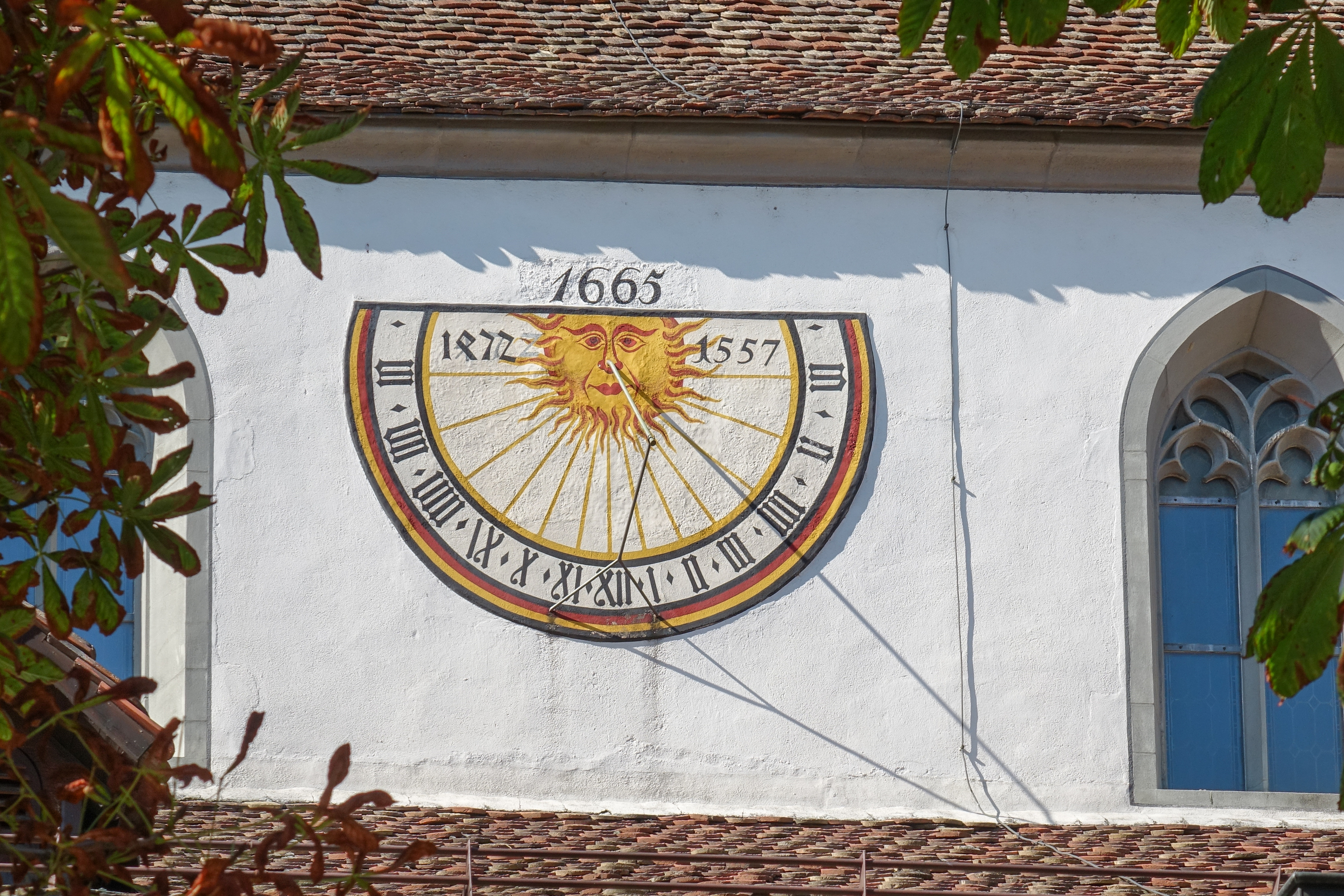
Солнечные часы

Здание церкви в целом является пятинефной базиликой, основная часть которой имеет форму выпуклого четырёхугольника, в котором все стороны имеют разную длину и ни один угол не является прямым. По своей максимальной ширине — 34 метра — она находится на третьем месте во всей Швейцарии, но своим внешним обликом — как это однажды заметил известный швейцарской историк культуры Иоганн Рудольф Ран (нем. Johann Rudolf Rahn) — напоминает скорее громадную деревенскую церковь. На выбеленных стенах отсутствуют какие-либо декорации, за исключением изображений Девы Марии и апостола Иоанна, открытых при реставрации в нише возле ризницы и относящихся к началу XVI века, а также солнечных часов.
В башне, примыкающей к хору с севера и имеющей высоту 68 метров, находятся 4 колокола, самый старый из которых датируется 1464 годом. Башенные часы с красно-чёрным циферблатом и золочёными стрелками установлены со всех четырёх сторон её третьего этажа.

## Интерьер

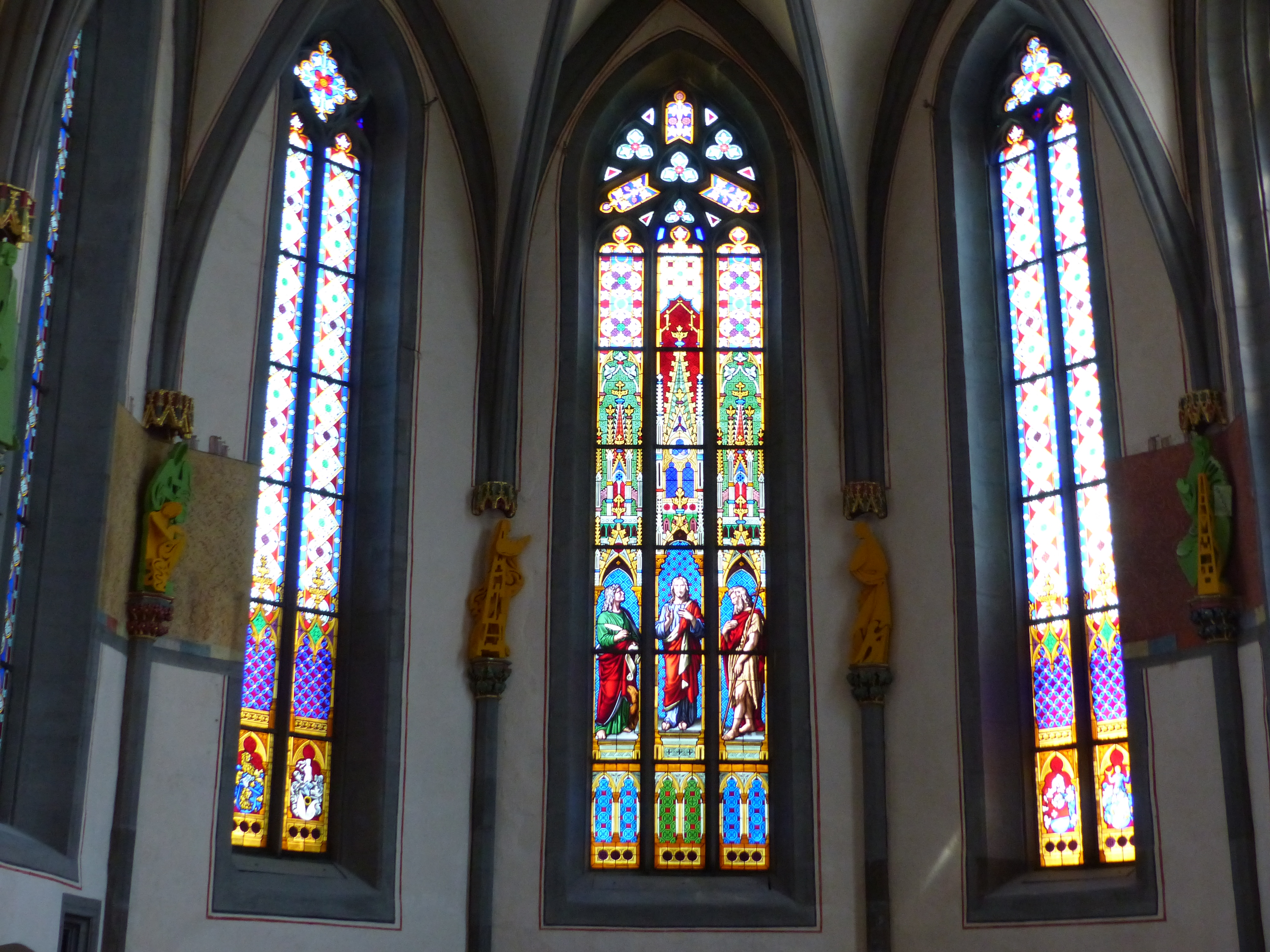
Хор

Решающее влияние на современный интерьер церкви Святого Иоанна оказала Реформация, одержавшая верх в Шаффхаузене: её сторонники «освободили» церковь от чуждых их религиозному восприятию органа, картин и алтарей, закрасили настенные фрески, замуровали ниши со скульптурами (при реставрации башни, к примеру, удалось открыть фигуру Девы Марии с ребёнком Иисусом, относящуюся, по-видимому, к XIV веку), запретили захоронения на церковном кладбище, переобустроив его под торговую площадь. Всего за три года церковь лишилась всякого рода украшений: «Побрякушек и безделушек больше не стало, лишь Слово одно было там в своей силе».
Многочисленные работы по обновлению и реставрации церкви, начатые уже в середине XVI века, внесли свои изменения в первоначальный замысел архитекторов средневековья: были убраны эмпоры и лекторий, заменены двери и окна, кресла и покрытие пола в хоре, смонтированы системы освещения и обогрева воздуха. Во время последних реставрационных работ среди прочего были установлены гидравлическая концертная сцена и новые места для сидения на 1040 человек.

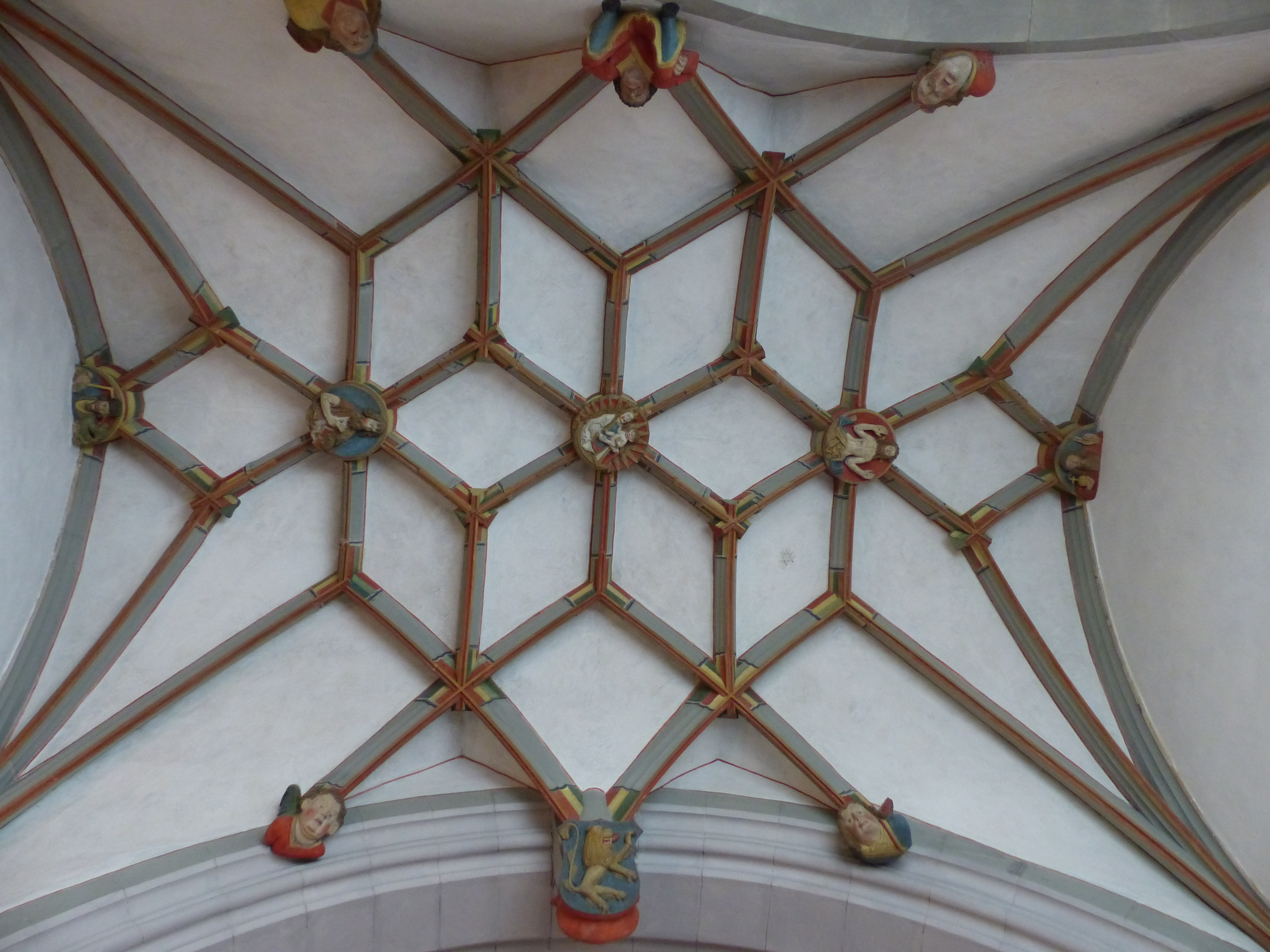
Свод капеллы Лёвов

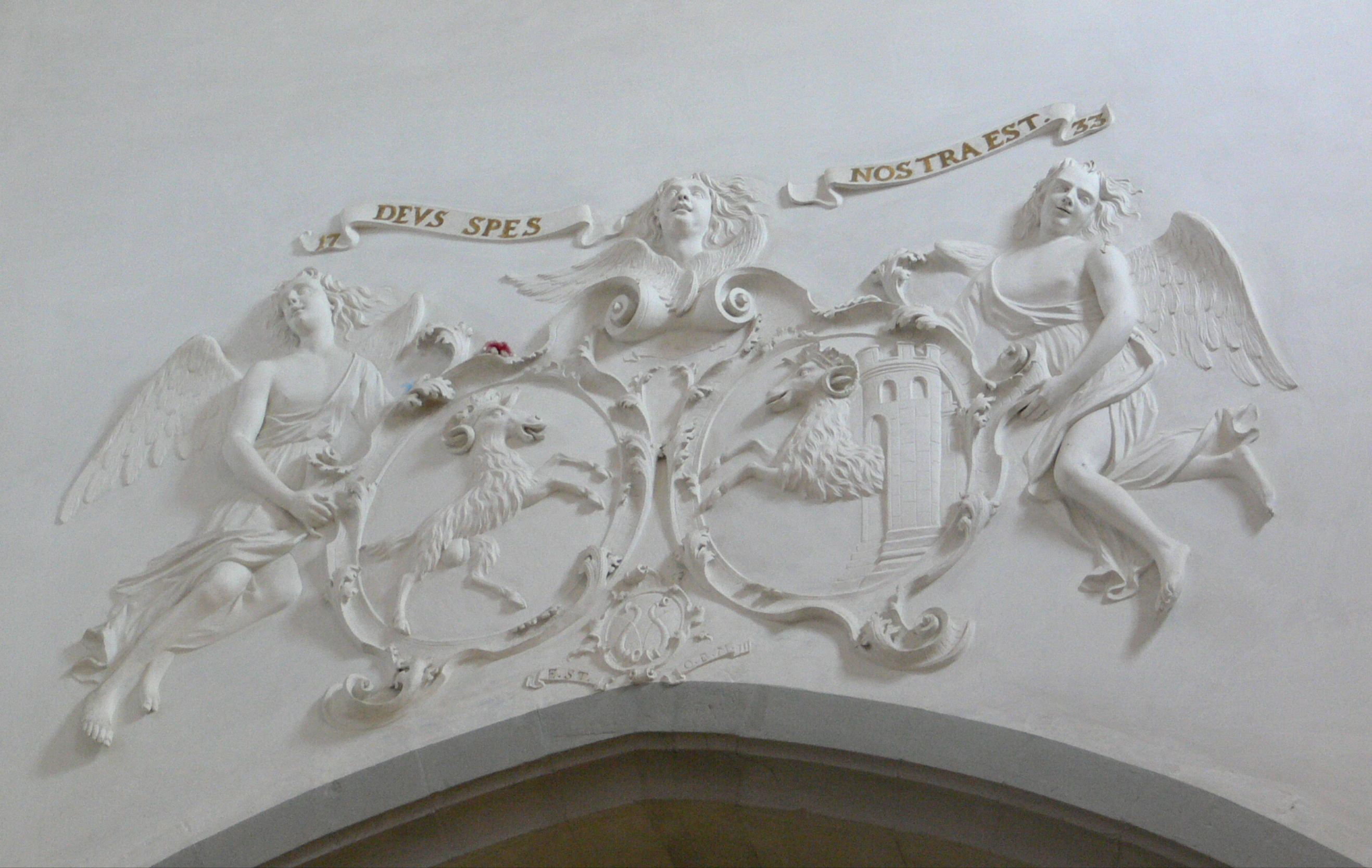
Рельеф над хором

Внутрь церкви можно попасть через любой из пяти её входов, четыре из которых — с южной и северной сторон здания — выполнены в виде порталов. Если воспользоваться северо-восточным входом в церковь, то по часовой стрелке можно проследовать через следующие её части:
- капелла Тойбер (нем. Täuberkapelle), расположенная в крайнем северном нефе и названная в честь семьи, на чьи пожертвования она была сооружена. В её бывшей алтарной нише находится восстановленная фреска с библейской сценой взятия под стражу Иисуса Христа.
- капелла святого Михаила, образующая первый этаж церковной башни. В ней находятся чашеобразная купель, цикл фресок, повествующих о жизненном пути Богородицы, и копия с иконы Андрея Рублёва «Святая Троица».
- левое плечо хора с фреской Антония Великого конца XIV века в алтарной нише и резной кафедрой, установленной в 1882 году.
- хор, восточная сторона которого имеет форму восьмиугольника и украшена неоготическими витражами, а также выставленным в 2014 году на месте утерянных скульптур циклом из 8 работ современного художника и скульптора Людвига Штокера (нем. Ludwig Stocker), изображающий ключевые библейские сцены и личности[11].
- два помещения, примыкающие к хору с юга и служившие прежде ризницей и оссуарием. Своды первого из них увенчаны фигурой орла как символа Иоанна Евангелиста, гербами и масками на концах консолей.
- капелла Лёвов (нем. Löwenkapelle), сооружённая на деньги, которыми в 1515 году убийца расплатился за смерть происходившего из известного городского рода Беата Лёва (нем. Beat Löw). Своды её украшены изображениями Бога Отца, Девы Марии, ангелов, святых и герба со львом.

На стене слева от органа находится позднеготическая фреска, выполненная примерно в 1500 году и изображающая Крестный путь Иисуса Христа. Из немногочисленных деталей интерьера, добавленных уже в послереформационное время, можно отметить рельефы на потолке центрального нефа с фигурой апостола Иоанна на острове Патмос и над входом в хор с кантональным гербом и изречением «Бог — наша надежда» (лат. Deus spes nostra est).

## Орган

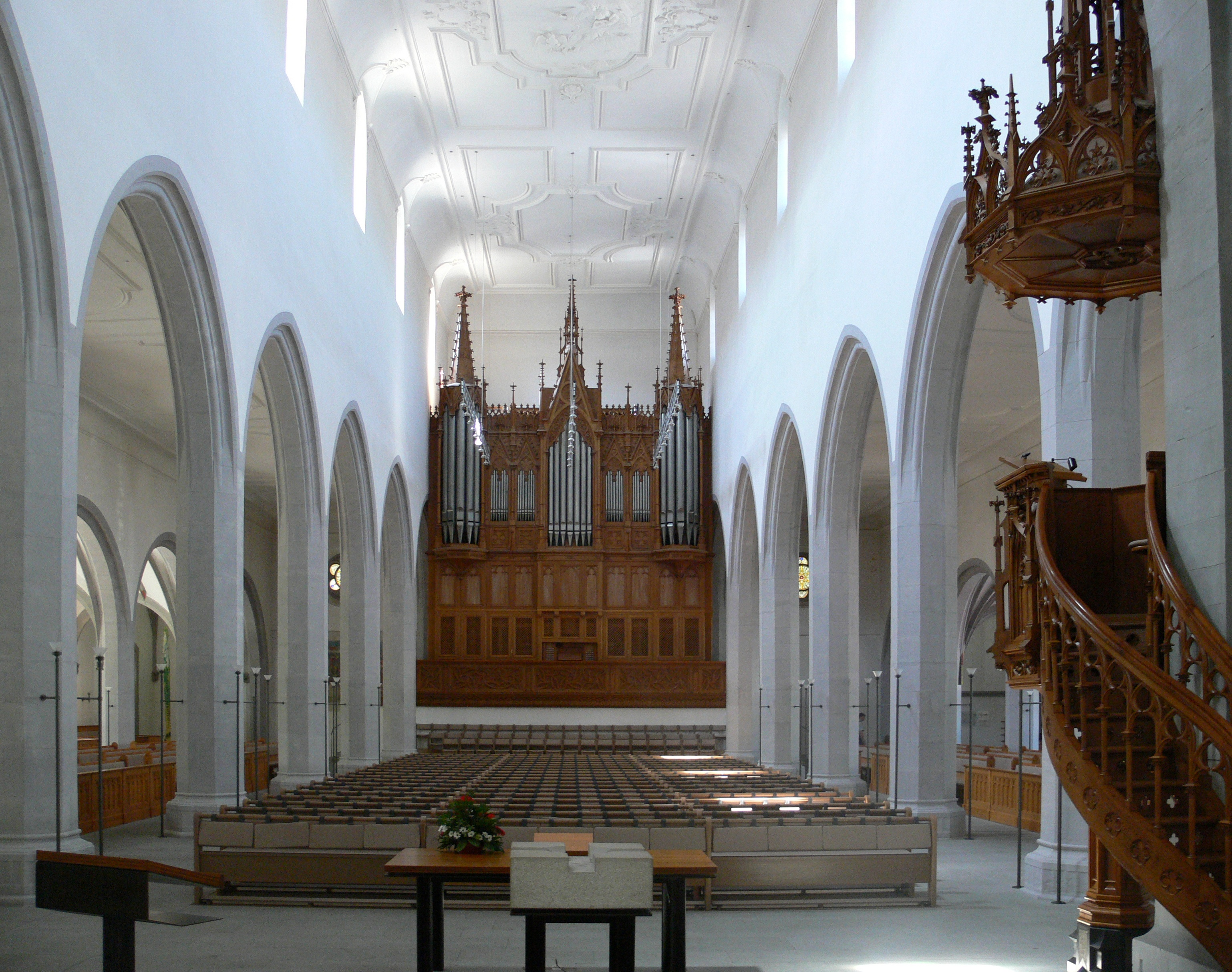
Вид на орган

Первый орган, упоминавшийся еще в XV веке, был удалён из церкви Святого Иоанна в ходе Реформации, объявившей этот музыкальный инструмент «папской кифарой и манком к антихристианскому римскому богослужению», а довершение ко всему органные трубы были переплавлены в кувшины для вина. Лишь в 1879 году швейцарский мастер Иоганн Непомук Кун (нем. Johann Nepomuk Kuhn) установил на западных эмпорах новый орган, который в 1990 году был заменён на инструмент с механической трактурой, тремя мануалами и 66 регистрами, изготовленными преимущественно из материала своего предшественника, при этом корпус был сдвинут почти на три метра назад. Не только знаменитые музыканты и дирижёры высоко ценят превосходную акустику церковного помещения, но и слушатели (как, например, Альберт Швейцер) отмечают мягкое и чистое звучание церковного органа.